# Песси (Эна)
Песси́ (фр. Paissy) — коммуна во Франции, находится в регионе Пикардия. Департамент коммуны — Эна. Входит в состав кантона Гиньикур. Округ коммуны — Лан.
Код INSEE коммуны — 02582.

## История
Незадолго до сражения при Краоне 7 марта 1814 года между войсками Французской и Российской империй русский отряд пытался дымом выкурить из пещеры у Песси спрятавшееся там мирное население; от удушья скончалось несколько детей. В качестве мести после поражения русских войск жители Песси добивали раненых солдат, в том числе посредством огня .

## Население
Население коммуны на 2010 год составляло 70 человек.
| 1962 | 1968 | 1975 | 1982 | 1990 | 1999 | 2010 |
| ---- | ---- | ---- | ---- | ---- | ---- | ---- |
| 156  | 114  | 87   | 73   | 66   | 69   | 70   |

## Экономика
В 2010 году среди 45 человек трудоспособного возраста (15—64 лет) 40 были экономически активными, 5 — неактивными (показатель активности — 88,9 %, в 1999 году было 69,6 %). Из 40 активных жителей работали 38 человек (25 мужчин и 13 женщин), безработных было 2 (1 мужчина и 1 женщина). Среди 5 неактивных 2 человека были учениками или студентами, 3 — пенсионерами, 0 были неактивными по другим причинам.